# Albanie aux Jeux olympiques d'hiver de 2018
L'Albanie participe aux Jeux olympiques d'hiver de 2018 à Pyeongchang en Corée du Sud du 9 au 25 février 2018. Il s'agit de sa quatrième participation à des Jeux d'hiver.

## Délégation
L’équipe albanaise est composée de deux athlètes : Erjon Tola et Suela Mehili, en ski alpin respectivement masculin et féminin. Les deux sportifs avaient déjà participé aux Jeux olympiques de Sotchi. Lors de la cérémonie d’ouverture, le drapeau de l’Albanie est porté par Suela Mehili.
| Sport     | Hommes | Femmes | Total |
| --------- | ------ | ------ | ----- |
| Ski alpin | 1      | 1      | 2     |
| Total     | 1      | 1      | 2     |